# 軍政監
軍政監（ぐんせいかん、英：Major-Generals）は、かつて清教徒革命期のイングランド共和国に存在した軍事行政制度である。地方の反対派摘発と道徳規制が役目だったが、あまりにも不評だったため短期間で廃止された。
1655年1月の第一議会解散後平等派や第五王国派、王党派など反対派の反乱計画が次々と摘発され、社会不安と政権運営に悩んだ護国卿オリバー・クロムウェルは軍事独裁を考えるようになった。側近のジョン・ランバートの勧めもあり8月にイングランド全域を11の軍管区に分け、それぞれの長官である軍政監をニューモデル軍から少将を1人任命、ランバートとチャールズ・フリートウッドなどクロムウェルの側近と身内が軍政監に任命された。例外はスコットランドとアイルランドで、ジョージ・マンクとクロムウェルの息子ヘンリー・クロムウェルが当地を治めていた。
軍政監の任務は管区内の反乱・陰謀摘発、ピューリタンが重視する道徳の遵守を民衆に徹底させること、地方官僚の任務監視などがあった。王党派にかけられた罰金十分の一税（教会税とは別）がこの制度の財源に賄われ、収入で徴募した兵士を各地に割り振り、軍政監は500人の兵をあてがわれ、騎兵部隊や管区の民兵隊指揮権も与えられ地方を威圧した。軍事独裁は民衆と地方官僚の反発を引き起こし、民衆は競馬・演劇・飲酒など娯楽を奪われ個人の自由に干渉する軍政監に怒り、地方官僚は自分の仕事を中央から奪われることに敵愾心を燃やし、最初から制度は不評だった。
1656年9月に召集した第二議会で軍政監への不満が表面化、軍政監と国務会議の干渉にもかかわらず議会で国務会議や軍政監への非難は高まり、1657年1月に政府が十分の一税継続を求める法案を提出した時、多数で否決され継続が困難となった軍政監は廃止された。同時に体制の変革も求められ、議会が統治章典修正案として謙虚な請願と勧告を提出、クロムウェルが受け入れたことにより、軍事独裁は否定され王政の復元に近付いていった。